# Залужани (аэропорт)
Залужани (серб. Zalužani / Залужани), полное название Аэродром Баня-Лука - Залужани (серб. Aerodrom Banja Luka-Zalužani / Аеродром Бања Лука - Залужани) — боснийский рекреационный аэропорт, расположенный в северном пригороде города Баня-Лука (столица Республики Сербской), в местечке Залужани. Регулярные рейсы не принимает.

## Происшествия
- 20 мая 2012 года разбился самолёт Cessna 182 парашютного клуба Баня-Луки «Свети Илия»[1][2]. Все пять человек — пилот, инструктор по прыжкам с парашютом и три добровольца — погибли[3]. Правительство Республики Сербской объявило 25 мая 2012 года днём траура[4][5][6].